# Johannes Lichdi

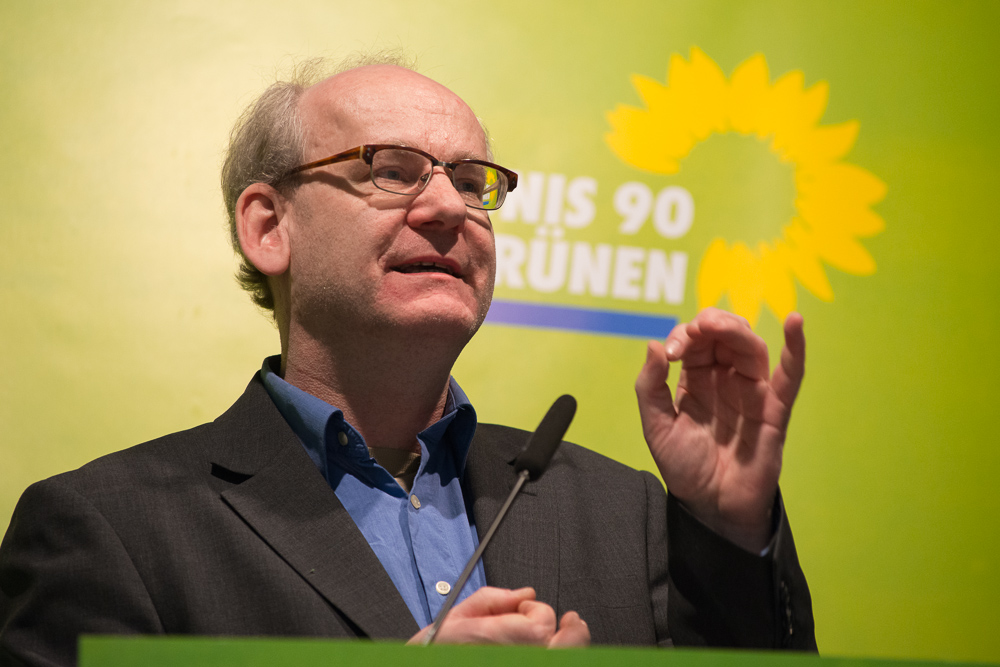
Johannes Lichdi (2014)

 Johannes Ekkehard Lichdi (* 9. Februar 1964 in Heilbronn) ist ein deutscher Politiker (Bündnis 90/Die Grünen) und Rechtsanwalt. Von 2004 bis 2014 war er Mitglied des Sächsischen Landtags.

## Leben
Johannes Lichdi leistete nach dem Abitur von 1983 bis 1984 seinen Zivildienst in Stuttgart und studierte 1984 bis 1991 Rechtswissenschaften und Mittelalterliche Geschichte in Freiburg im Breisgau. Das Studium schloss er 1991 mit dem 1. Staatsexamen und Magister Artium ab. 1992 folgte das Referendariat in Dresden und 1993 bis 1994 die Arbeit als Mitarbeiter der ersten Landtagsfraktion von Bündnis 90/Die Grünen im sächsischen Landtag. 1994 legte er sein Zweites juristisches Staatsexamen ab. Seit 2000 ist er selbstständiger Rechtsanwalt in Dresden.
Johannes Lichdi ist ledig und hat keine Kinder.

## Politik
Johannes Lichdi ist seit 1995 Mitglied bei Bündnis 90/Die Grünen und dort in verschiedenen regionalen Vorstandsämtern tätig. So war er 1995 bis 1999 Mitglied im Vorstand des Kreisverbandes Dresden von Bündnis 90/Die Grünen und Sprecher der Landesarbeitsgemeinschaft Demokratie und Recht von Bündnis 90/Die Grünen in Sachsen. Im Zeitraum 2001 bis 2003 und 2003 bis 2005 war er Mitglied des Landesvorstandes von Bündnis 90/Die Grünen Sachsen.
2002 kandidierte er erfolglos als Direktkandidat im Wahlkreis 161 Dresden II – Meißen I zur Bundestagswahl. 2004 bis 2009, sowie seit 2014 ist er Mitglied im Stadtrat Dresden. 2004 wurde er, auf Listenplatz sechs der Grünen-Liste stehend, in den Sächsischen Landtag gewählt. Zur Landtagswahl 2009 wurde er wieder gewählt. In der 5. Wahlperiode war Johannes Lichdi bis zum 9. Februar 2014 rechtspolitischer, klima- und energiepolitischer sowie naturschutzpolitischer Sprecher der Grünen Landtagsfraktion.
Johannes Lichdi arbeitete in folgenden Ausschüssen mit:
- Mitglied im Verfassungs-, Rechts- und Europaausschuss
- Mitglied im 2. Untersuchungsausschuss Kriminelle und korruptive Netzwerke in Sachsen („Sachsensumpf“) und des Sächsischen NSU-Untersuchungsausschusses „Neonazistische Terrornetzwerke in Sachsen“.[1]
- Mitglied im 1. Untersuchungsausschuss Abfall-Missstands-Enquete („Müll-Ausschuss“)
- Stellvertretendes Mitglied im Ausschuss für Wirtschaft, Arbeit und Verkehr
- Stellvertretendes Mitglied im Ausschuss für Umwelt und Landwirtschaft
- Stellvertretendes Mitglied im Ausschuss für Geschäftsordnung und Immunitätsangelegenheiten

Lichdi, der innerhalb seiner Landespartei eher linke Positionen vertritt, hatte im Februar 2014 angekündigt, bei der Landtagswahl am 31. August 2014 aus Protest gegen den schwarz-grünen Kurs der Landespartei auf eine erneute Kandidatur verzichten zu wollen. Zeitgleich legte er seine Sprecherfunktionen innerhalb der Fraktion nieder. Er schied zum Ende der Wahlperiode aus dem Landtag aus.
Im Mai 2014 wurde er zum Stadtrat für Dresden-Neustadt gewählt. Zwischen 2017 und 2019 war er in seiner Fraktion Sprecher für ÖPNV. Im Jahr 2019 wurde er erneut in den Stadtrat gewählt, trat aber aus der Grünen-Fraktion aus und gründete am 17. Mai 2021 zusammen mit anderen Stadträten die Dissidenten-Fraktion im Dresdner Stadtrat.
Wegen des Vorwurfs der Staatsanwaltschaft Dresden, im Februar 2011 durch seine Beteiligung an einer Blockade eines genehmigten Neonazi-Aufmarsches gegen das Versammlungsrecht verstoßen zu haben, musste sich Lichdi ab März 2014 vor dem Amtsgericht Dresden verantworten. Seine Immunität war zuvor vom Sächsischen Landtag aufgehoben worden. Er wurde am 7. April 2014 des Störens von Aufzügen schuldig gesprochen und zu einer Geldstrafe von 10 Tagessätzen zu je 150 Euro verurteilt. Die Revision Lichdis gegen das Urteil ist am 29. September 2014 vom Oberlandesgericht Dresden als offensichtlich unbegründet verworfen worden. Die hiergegen eingelegte Verfassungsbeschwerde zum Sächsischen Verfassungsgerichtshof wurde am 28. September 2015 als unzulässig verworfen.